# Запис дуд (Велика Крушевица)
Запис дуд (Велика Крушевица) се налази на парцели чији је власник Месна заједница Велика Крушевица.

## Локација
| Општина             | Рековац                                                                     |
| Катастарска општина | Велика Крушевица                                                            |
| Потес               | Село                                                                        |
| Координате          | 43° 50′ 52″ С; 21° 04′ 53″ И / 43.847900000000003° С; 21.081299999999999° И |
| Надморска висина    | 274m                                                                        |

## Карактеристике
Дендрометријске вредности утврђене на терену и сателитским снимцима:
| Стабло                     | Дуд |
| Висина стабла              | m   |
| Обим дебла                 | m   |
| Пречник крошње             | 13m |
| Пречник дебла              | m   |
| Висина дебла до прве гране | m   |

## База записа
Запис је у оквиру Викимедија пројекта "Запис - Свето дрво" заведен под редним бројем 0215.